# Тур Гвинеи
Тур Гвинеи (фр. Tour de Guinée) — шоссейная многодневная велогонка, проходящая по территории Гвинеи с 1991 года.

## История
Гонка была создана в 1991 году, когда прошла по маршруту Канкан — Конакри. До 2017 года предположительно было проведено ещё четыре гонки, но данные есть только о двух из них. В 2007 году формат гонки, прошедшей в декабре, был многодневным. А в 2013 году гонка была проведена в сентябре как однодневная на которой весь подиум заняли представители Сьерра-Леоне.
Гонка 2017 года была позиционирована как дебютная (1-е издание) и прошла в середине декабря по маршруту Боке — Боффа — Танене — Тормелен — Фрия — Коя — Конакри. В ней приняло участие 35 местных велогонщиков и 2 представителя Сьерра-Леоне.
На следующий 2018 год гонка значилась уже как 8-е издание и изначально по просьбе UCI должна была пройти в начале мая, но из-за сильных дождей была перенесена на конец ноября и завершилась победой представителя Буркина-Фасо В 2019 году на 9-м издании гонки прошедшем снова в конце ноября весь подиум заняли представители Буркина-Фасо.
С 2018 года гонка состоит из 5 этапов, общая протяжённость дистанция составляет около 600 км и проходит по маршрут через города Кисидугу — Фарана — Маму — Лабе — Пита — Киндиа — Коя, финишируя в столице страны Конакри. Участие принимают команды таких стран как Бенин, Буркина-Фасо, Джибути, Гана, Гвинея-Бисау, Кабо-Верде, Кот-д'Ивуар, Мавритания, Мали, Нигер, Нигерия, Сенегал, Сьерра-Леоне, Того.
Гонка проводится в рамках национального календаря. Организатором выступает Федерация велоспорта Гвинеи (FEGUICY).

## Призёры
| Год  | Победитель         | Второй           | Третий          |
| ---- | ------------------ | ---------------- | --------------- |
| 2007 | Ромен Ван Дер Бист | Александр Олас   | Фредерик Терре  |
| 2013 | Августин Сесай     | Мохамед Торли    | Хиллари Гарбер  |
| 2017 | Мохамед Суаре      | Сидики Камара    | Абдулай Бангура |
| 2018 | Баширо Никиема     | Боурама Кулибали | Бассиру Конте   |
| 2019 | Саду Диалло        | Баширо Никиема   | Сулейман Коне   |